# Bombon (Seine-et-Marne)
Bombon település Franciaországban, Seine-et-Marne megyében. Lakosainak száma 936 fő (2022. január 1.). Bombon Saint-Méry, Saint-Ouen-en-Brie, Bréau, La Chapelle-Gauthier és Mormant községekkel határos.

## Népesség
A település népességének változása:
| Lakosok száma | 860  | 926  | 968  | 961  | 965  | 960  | 952  | 944  | 936  |
|               | 2013 | 2015 | 2016 | 2017 | 2018 | 2019 | 2020 | 2021 | 2022 |